# ORP Sokół (1940)
Pour les articles homonymes, voir ORP Sokół (homonymie).
L'ORP Sokół (faucon en polonais), ex HMS Urchin est un sous-marin polonais de classe Umpire construit à Barrow-in-Furness par Vickers-Armstrong en 1941.

## Histoire
Après l'entraînement à Holy Loch, il est affecté à Portsmouth à la 5e Flottille de sous-marins. En mars 1941, il participe au blocus de Brest puis est transféré à la 10e Flottille de sous-marins à Malte où il arrive le 1er octobre 1941. 
La nuit du 2 novembre, il rencontre et stoppe le cargo italien Balilla. Après l'évacuation de ce dernier, il le coule à coups de canon. Le 7 octobre 1943, il coule le navire transport de troupes allemand Eridania et, le 19 novembre, torpille et envoie par le fond un chasseur de sous-marins allemand de type Möwe.
Sous pavillon polonais, Sokół accomplit 32 patrouilles opérationnelles et coule un navire de guerre et 13 bateaux ennemis pour un total de 10 793 tonneaux de jauge brute.
Retourné à la Royal Navy le 27 juillet 1946, il est démoli en 1949.

## Commandants
- 19 janvier 1941 – 3 mars 1942 kapitan Borys Karnicki
- 3 mars 1942 – 17 mars 1942 kapitan Jerzy Koziołkowski
- 17 mars 1942 – 18 août 1942 kapitan Borys Karnicki
- 18 août 1942 – 12 décembre 1944 kapitan Jerzy Koziołkowski
- 12 décembre 1944 – 7 février 1945 komandor podporucznik Bolesław Romanowski
- 7 février 1945 – 27 juillet 1946 kapitan Tadeusz Bernas